# Paco Ignacio Taibo II
Paco Ignacio Taibo II ou Francisco Ignacio Taibo Mahojo, né le 11 janvier 1949 à Gijón en Espagne, est un écrivain, militant politique, journaliste et professeur d'université hispano-mexicain,, auteur de roman policier.

## Biographie
Né en 1949 à Gijón, dans les Asturies, en Espagne, « il grandit au sein d'une famille espagnole très engagée dans la lutte contre le franquisme. » En 1958, il a 9 ans quand sa famille de la haute bourgeoisie de tradition socialiste, émigre pour le Mexique, fuyant la dictature. Le jeune Paco est déjà un passionné de lecture grâce à son grand-oncle, féru de littérature. Son père Paco Ignacio Taibo I écrivain, gastronome, dramaturge et journaliste travaille pour la télévision mexicaine jusqu'en 1968.
En 1967, Paco Ignacio Taibo II écrit son premier livre, mais ce n'est qu'en 1976 qu'il publie son premier roman noir Jours de combat (Días de combate), où il met en scène pour la première fois son héros, le détective Héctor Belascoarán Shayne, un ancien ingénieur, diplômé d'une université américaine, qui est devenu détective privé à Mexico. Ce personnage borgne qui, comme son nom le laisse deviner, est d'origine basque et irlandaise, rappelle les héros des univers de « Hammett pour le côté politique et de Chandler pour le côté moral, mais il fait aussi référence à Simenon pour les aspects du quotidien. » Deux autres séries policières ont été créées par l'auteur : l'une, historique, met en scène quatre amis du révolutionnaire Pancho Villa, dont le poète Fermín Valencia ; l'autre, qui se déroule à l'époque contemporaine, a pour héros José Daniel Fierro, un célèbre auteur de roman policier qui réside à Mexico, sorte de double de Taibo.
Paco Ignacio Taibo II devient professeur d'histoire à la faculté de Philosophie et de Lettres de l'Université du Mexique dans les années 1980. Il a écrit de nombreux essais historiques sur le mouvement ouvrier, ainsi qu'une importante biographie de Che Guevara qui le fit connaître largement au-delà du Mexique.
En avril 2005, il écrit avec le sous-commandant Marcos le roman Des morts qui dérangent (Muertos incómodos). En outre, il est président de « l'association internationale du roman noir » et collabore activement à l'organisation de la Semana negra (Semaine noire), festival de littérature et de cinéma de Gijón.
Depuis 2007, il est conseiller de la maison d'éditions L'Atinoir qui publie à Marseille de la littérature d'Amérique latine.
Il collabore depuis 2016 à la revue délibéré, dans laquelle il a publié des nouvelles ainsi que des articles consacrés au football, à la lecture, ou à l'écrivain et journaliste argentin Rodolfo Walsh.
Il est engagé au sein du Mouvement de régénération nationale (Morena), situé à gauche.

## LaSemana negrade Gijón
La Semana Negra (Semaine noire) de Gijón a été fondée en 1988 avec l’intention d’être un nouveau type de festival, mélangeant sans préjugés les éléments littéraires à des événements ludiques, une grande fête de la culture dans la rue.
Initialement, le festival est destiné au roman policier, tout en incorporant les éléments traditionnels de la fête en Asturies, éléments associés aux célébrations politicoculturelles : actes de solidarité, concerts, fête du livre, animation des terrasses de bars, brocante et marché interethnique, offre gastronomique, etc.
Depuis ses débuts auxquels assistèrent 73 000 personnes, le festival a gagné en prestige, rassemblant « plusieurs centaines de milliers de personnes » lors des dernières éditions. De sept jours, il est passé à dix : de 60 invités à 250, de 15 journalistes accrédités à plus de 150. « Un journal, A Quemarropa est spécialement édité pour cette manifestation, qui se termine par l'attribution du Prix Dashiell Hammett » ( Premio Hammett) qui récompense le meilleur roman policier en langue espagnole de l'année, décerné par l'Asociación Internacional de Escritores Policíacos.

## Œuvre

### Romans

#### Série policièreHéctor Belascoarán Shayne
- Días de combate (1976) Publié en français sous le titre Jours de combat, Paris, Payot & Rivages, coll. « Rivages/Noir » no 361, 2000
- Cosa fácil (1977) Publié en français sous le titre Cosa fácil, Paris, Payot & Rivages, coll. « Rivages/Noir » no 173, 1994
- No habrá final feliz (1981) Publié en français sous le titre Pas de fin heureuse, Paris, Payot & Rivages, coll. « Rivages/Noir » no 268, 1997
- Algunas Nubes (1985) Publié en français sous le titre Quelques nuages, Paris, Payot & Rivages, coll. « Rivages/Noir » no 198, 1994
- Amorosos fantasmas (1989) Publié en français sous le titre D'amour et de fantômes, Paris, Payot & Rivages, coll. « Rivages/Noir » no 562, 2005
- Regreso a la misma ciudad y bajo la lluvia (1989) Publié en français sous le titre Même ville sous la pluie, Paris, Payot & Rivages, coll. « Rivages/Noir » no 297, 1998
- Sueños de frontera (1990) Publié en français sous le titre Rêves de frontière, Paris, Payot & Rivages, coll. « Rivages/Noir » no 438, 2002
- Desvanecidos difuntos (1990) Publié en français sous le titre Défunts disparus, Paris, Payot & Rivages, coll. « Rivages/Noir » no 871, 2012
- Adiós Madrid (1993) Publié en français sous le titre Adiós Madrid, Paris, Payot & Rivages, coll. « Rivages/Noir » no 563, 2005
- Muertos incómodos (2005) (en collaboration avec le Sous-commandant Marcos) Publié en français sous le titre Des morts qui dérangent, Paris, Payot & Rivages, coll. « Rivages/Thriller », 2005 ; réédition, Paris, Payot & Rivages, coll. « Rivages/Noir » no 697, 2008
- Todo Belascoarán (2010) (volume omnibus regroupant tous les romans de la série)

#### Série policièreQuatre amis de Pancho Villa
- Sombra de la sombra (1986) Publié en français sous le titre Ombre de l'ombre, Paris, Rivages, coll. « Rivages/Thriller », 1991 ; réédition, Paris, Payot & Rivages, coll. « Rivages/Noir » no 124, 1996
- Retornamos como sombras (2001) Publié en français sous le titre Nous revenons comme des ombres, Paris, Payot & Rivages, coll. « Rivages/Thriller », 2002 ; réédition, Paris, Payot & Rivages, coll. « Rivages/Noir » no 500, 2004

#### Série policièreJosé Daniel Fierro
- La vida misma (1987) Publié en français sous le titre La Vie même, Paris, Payot & Rivages, coll. « Rivages/Noir » no 142, 1992
- La bicicleta de Leonardo (1993) Publié en français sous le titre La Bicyclette de Léonard, Paris, Payot & Rivages, coll. « Rivages/Thriller », 1995 ; réédition, Paris, Payot & Rivages, coll. « Rivages/Noir » no 298, 1998

#### Autres romans
- Irapuato mi amor (1982) - roman court Publié en français sous le titre Irapuato, mon amour, Marseille, L'Atinoir, 2011  (ISBN 978-2-49174222-5)
- De paso (1986) Publié en français sous le titre De passage, Paris, Métailié, coll. « Bibliothèque hispano-américaine », 1995 ; réédition, Paris, éditions Métailié, coll. « Suite hispano-américaine » no 6, 1997
- Sintiendo que el campo de batalla... (1989) Publié en français sous le titre Sentant que le champ de bataille..., Bruxelles, Labor, 1993 ; réédition, Arles, Actes Sud, coll. « Babel » no 203, 1996
- Cuatro manos (1990) Publié en français sous le titre À quatre mains, Paris, Rivages, coll. « Rivages/Thriller », 1992 ; réédition, Paris, Payot & Rivages, coll. « Rivages/Noir » no 227, 1995
- La lejanía del tesoro (1992) Publié en français sous le titre Le Trésor fantôme, Paris, Payot & Rivages, Écrits noirs, 1999 ; réédition, Paris, Payot et Rivages, coll. « Rivages/Noir » no 465, 2003
- Nomás los muertos están bien contentos (1994) - roman court Publié en français sous le titre Les morts ne sont plus ce qu'ils étaient, Paris, Payot & Rivages, coll. « Rivages/Noir », hors-commerce, 2000
- Que todo es imposible (1995) - roman court Publié en français sous le titre Mais tu sais bien que tout est possible, Bruxelles, Labor, 1996
- Mi amigo Morán (1998) - roman court Publié en français sous le titre Mon ami Moran, Toulouse, Liber Niger, 2002
- El mundo en los ojos de un ciego (2002) - roman court
- El retorno de los tigres de la Malasia (2010) Publié en français sous le titre Le Retour des Tigres de Malaisie, plus anti-impérialistes que jamais, Paris, éditions Métailié, coll. « Bibliothèque hispano-américaine », 2012
- El olor de las magnolias (2018) Publié en français sous le titre Revenir à Naples, Paris, Nada éditions, 2021

### Autres publications (nouvelles, biographie, histoire)
- Nacimiento de la memoria (1971)
- La huelga de los sombrereros (1980)
- Asturias 1934 (1980)
- Memoria del Congreso de Mérida (1981)
- El primer primero de mayo en México (1981) - écrit en collaboration avec Jorge Fernández Tomás
- México, historia de un pueblo (1980-1982) - volumes de bandes dessinées
- La huelga del verano de 1920 en Monterrey (1981)
- Héroes convocados: manual para la toma del poder (1982) Publié en français sous le titre Le Rendez-vous des héros, Paris, éditions Métailié, coll. « Bibliothèque hispano-américaine », 1994 ; réédition, Paris, Rivages, coll. « Rivages poche. Bibliothèque étrangère » no 204, 1996
- Doña Eustolia blandió el cuchillo cebollero (y otras historias) (1982) Publié en français sous le titre Irapuato, mon amour et d'autres histoires vécues dans des usines, Marseille, L'Atinoir, 2011
- Pascual sexto round (1983)
- El socialismo en un solo puerto (1983) - écrit en collaboration avec Rogelio Vizcaíno
- Bajando la frontera (1984)
- El socialismo libertario mexicano (1984) - écrit en collaboration
- Memoria roja. Luchas sindicales de los años 20 (1984) - écrit en collaboration avec Rogelio Vizcaíno
- Danzón en Bellas Artes (1985) - écrit en collaboration avec Luis Hernández Navarro
- Octubre de 1934, cincuenta años para la reflexión (1985) - écrit en collaboration
- Pistolero y otros reportajes (1985) - écrit en collaboration avec Mario Gil
- Reportaje (1985) - anthologie
- Bolsheviquis. Historia narrativa de los orígenes del comunismo en México 1919-1925 (1986)
- El regreso de la verdadera araña y otras historias que pasaron en algunas fábricas (1988)
- Fantasmas nuestros de cada día (1988)
- Arcángeles (1988) Publié en français de façon partielle sous le titre Deux histoires de l’araignée, Lyon, Éditions La Mauvaise Graine, 2000
- Pascual: décimo round (1988)
- La batalla de Santa Clara (1989)
- Las dos muertes de Juan R. Escudero (1990) - écrit en collaboration avec Rogelio Vizcaíno
- El hombre de los lentes oscuros que mira hacia el cielo se llama Domingo y se llama Raúl (1991)
- 68 (1991)
- El caso Molinet (1992) - écrit en collaboration avec Victor Ronquillo
- Cuevas-Taibo: mano a mano (1993)
- Cárdenas de cerca (1994)
- El año en que estuvimos en ninguna parte (1994) - écrit en collaboration avec Froilan Escobar et Féli Guerra Publié en français sous le titre L’Année où nous n’étions nulle part, Paris, éditions Métailié, 1995
- Máscara Azteca y el Doctor Niebla (después del golpe) (1996)
- Ernesto Guevara, también conocido como el Che (1996) Publié en français sous le titre Ernesto Guevara, connu aussi comme le Che, Paris, éditions Métailié et Payot, 1997 ; réédition, Paris, Métaillié et Payot, coll. « Petite bibliothèque Payot » no 401-402, 2001
- El general orejón ese (1997)
- Insurgencia mi amor (1997)
- Cuentos policíacos mexicanos (1997) - anthologie Publié en français de façon partielle sous le titre De mala muerte, Le Rozel, Le Point du jour, coll. « Carnet de voyages » no 5, 1998
- El juego de la intriga (1997) - écrit en collaboration avec Martín Casariego, Javier García Sánchez y Luis Sepúlveda
- Arcángeles, Doce historias de revolucionarios herejes del siglo XX (1998) Publié en français sous le titre Archanges. 12 histoires de révolutionnaires sans révolution possible, Paris, éditions Métailié, coll. « Bibliothèque hispano-américaine », 2001 ; réédition, Paris, éditions Métaillié, coll. « Suite hispano-américaine » no 167, 2012
- El camino de María (1998)
- Primavera pospuesta (1999) Publié en français sous le titre Ces foutus tropiques, Paris, éditions Métailié, 2003
- Así es la vida en los pinches Trópicos (2000)
- Sólo tu sombra fatal (2006)
- Olga Forever ou Olga Lavanderos (2006)
- Pancho Villa: una biografía narrativa (2006) Publié en français sous le titre Pancho Villa, roman d'une vie, Paris, Payot, 2009 ; réédition, Paris, Payot & Rivages, coll. « Petite bibliothèque Payot », 2 volumes no 885-886, 2012
- Inquilinos del DF, a colgar la rojinegra (2007) Publié en français sous le titre Je paie pas le loyer, je fais grève, Marseille, L'Atinoir, 2009
- El cura Hidalgo y sus amigos (2007)
- Tony Guiteras, un hombre guapo (2008)
- Temporada de zopilotes: una historia narrativa sobre la Decena Trágica (2009)
- México negro y querido (2011)
- El Álamo: una historia no apta para Hollywood (2011)
- Librado Rivera: el último de los magoneros (2011)
- Los libres no reconocen rivales (2012)
- Si Villa viviera, con López anduviera: La batalla de Zacatecas (2012)
- Asturias. Octubre 1934 (2013)
- Yaquis: Historia de una guerra popular y de un genocidio en México (2013)

### Autres ouvrages publiés en français
- Le Retour de Philip Marlowe, Paris, Presses de la Cité (1990) - anthologie de nouvelles policières qui contient une nouvelle de Taibo II
- Menaces, Nantes, L'Atalante (1997) - anthologie de nouvelles policières qui contient une nouvelle de Taibo II
- Le Nouveau Noir, Paris, Gallimard, coll. « La Noire » (1997) - anthologie de nouvelles policières qui contient une nouvelle de Taibo II
- Hurler à la lune (2003) - écrit en collaboration avec Marc Behm, recueil qui inclut la nouvelle nouvelle Hurlements II de Taibo II ; réédition, Paris, Payot & Rivage, coll. « Rivages/Noir » no 457, 2003
- Mexico noir (2013) - recueil de nouvelles écrites en collaboration, Paris, Gallimard, coll. « Folio policier » no 694, 2013
- Pancho Villa : la bataille de Zacatecas, illustrations Eko, Nada, 2015, 312 pages.

### Bandes dessinées en français
(avec Angel de la calle)
- Mon ami Moran, Toulouse/Montgiscard, (éd. Liber Niger), mars 2002, 45 p. (ISBN 2-914445-03-2)

(avec Améziane)
- Taibo II & Améziane (trad. de l'espagnol), À quatre mains, tome 1, Paris, (éd. Emmanuel Proust), coll. « Noir/Quadri », 16 mars 2006, 95 p. (ISBN 2-84810-095-8)
- Taibo II & Améziane, À quatre mains, tome 2, (éd. Emmanuel Proust), coll. « Noir/Quadri », 1er février 2007, 95 p. (ISBN 978-2-84810-150-7 et 2-84810-150-4)